# Barry Pederson
Barry Alan Pederson (* 13. März 1961 in Big River, Saskatchewan) ist ein ehemaliger kanadischer Eishockeyspieler, der von 1980 bis 1992 für die Boston Bruins, Vancouver Canucks, Pittsburgh Penguins und Hartford Whalers in der National Hockey League spielte.

## Karriere
Als Junior spielte er als einer von wenigen Amerikanern zusammen mit Grant Fuhr bei den Victoria Cougars in der Western Hockey League. Mit dem Team spielte er 1981 beim Finalturnier um den Memorial Cup. Bereits beim NHL Entry Draft 1980 war er in der ersten Runde als 18. von den Boston Bruins ausgewählt worden.
Nach einer Berufung in die NHL im Anschluss an den Memorial Cup stand er ab der Saison 1981/82 fest im Kader der Bruins und spielte mit Topscorer Rick Middleton in einer Reihe. In dieser Saison belegte er bei der Wahl um die Calder Memorial Trophy Platz 2 hinter Dale Hawerchuk. Ab der folgenden Spielzeit löste er Middleton an der Spitze der Scorerliste ab und schaffte es auch zweimal unter die besten zehn Scorer der NHL.
Einen Tumor hatte man 1984 in seiner Schulter entdeckt und so verpasste er einen großen Teil der Saison 1984/85. Nachdem er nach seiner Genesung wieder zu einer ordentlichen Leistung gefunden hatte, wollte er eine Gehaltserhöhung, doch der General Manager der Bruins, Harry Sinden, entschied sich ihn an die Vancouver Canucks abzugeben. Da man im Gegenzug mit Cam Neely und Glen Wesley, den man mit einem Erstrunden-Draftrecht aus dem Wechsel holen konnte, zwei Stützen der zukünftigen Bruins holen konnte, lag Sinden mit der Entscheidung richtig.
Auch in Vancouver war er zwei Spielzeiten unter den besten Scorern des Teams, doch im dritten Jahr viel seine Leistung ab und er brachte es nur noch auf 41 Punkte. Zusammen mit Rod Buskas und Tony Tanti wurde er im Tausch für Dave Capuano, Andrew McBain und Dan Quinn an die Pittsburgh Penguins weitergegeben. Hier spielte er in einem Team, das von Mario Lemieux angeführt wurde, nur noch eine untergeordnete Rolle. Auch wenn er in der Saison 1990/91 nur zu 46 Einsätzen in der regulären Saison kam und an keinem Playoff-Spiel teilnahm, wurde sein Name als Mitglied des Kaders, der den Stanley Cup gewann, auch dem Sockel des Pokals eingraviert.
Die darauffolgende Saison war seine letzte. Er begann sie bei den Hartford Whalers, doch nach fünf Spielen kehrte er zu den Boston Bruins zurück. Nach 14 Spielen in der American Hockey League bei den Maine Mariners hängte er seine Schlittschuhe an den Nagel.

## Sportliche Erfolge
- Stanley Cup: 1991

### Persönliche Auszeichnungen
- BCJHL Second All-Star Team: 1978
- WHL First All-Star Team: 1981
- WHL Second All-Star Team: 1980
- Teilnahme am NHL All-Star Game: 1983 und 1984